# Ушаково (Алешковский сельсовет)
Ушаково — деревня в Богородском районе Нижегородской области. Входит в состав Алешковского сельсовета. Население 556 (2010) человек

## Общая физико-географическая характеристика
Географическое положение
По автомобильным дорогам расстояние до областного центра города Нижнего Новгорода составляет 57 км, до районного центра города Богородска — 15 км. Абсолютная высота 147 метров над уровнем моря.
Часовой пояс
Ушаково, как и вся Нижегородская область, находится в часовой зоне МСК (московское время). Смещение применяемого времени относительно UTC составляет +3:00.

## История
В «Списке населенных мест» Нижегородской губернии по данным за 1859 год значится как владельческая деревня при пруде в 16 верстах от Нижнего Новгорода. Относилась к первому стану Горбатовского уезда. В деревне насчитывалось 16 дворов и проживал 121 человек (53 мужчины и 68 женщин).

## Население
| 1999 | 2002 | 2010 |
| ---- | ---- | ---- |
| 606  | ↘565 | ↘556 |

Национальный состав
Согласно результатам переписи 2002 года, в национальной структуре населения русские составляли  94% из 565 человек.